# Орлівська сільська рада (Приморський район)
| Орлівська сільська рада — колишній орган місцевого самоврядування у Приморському районі Запорізької області з адміністративним центром у с. Орлівка. Історична дата утворення: 1861 рік. Водойми на території сільради: Азовське море, р. Лозуватка. Сільській раді підпорядковані населені пункти: - с. Орлівка - с. Райнівка |

## Склад ради
Рада складається з 16 депутатів та голови.
Партійний склад ради: Самовисування — 5, Партія регіонів — 6, КПУ — 2, Партія промисловців і підприємців України — 2, Народна Партія — 1.

### Керівний склад ради
| ПІБ                       | Основні відомості                                                                                     | Дата обрання | Дата звільнення |
| ------------------------- | --- | ------------ | --------------- |
| Журавель Володимир Ілліч  | Сільський голова, 1962 року народження, освіта, член Соціал-демократичної партії України (об'єднаної) | 26.03.2006   | 31.10.2010      |
| Чернишев Іван Миколайович | Сільський голова, 1967 року народження, освіта вища, член Партії регіонів                             | 15.05.2011   | 25.10.2015      |

Примітка: таблиця складена за даними джерела